# Gasolin-Raffinerie Dollbergen
Die Gasolin-Raffinerie Dollbergen war eine Erdölraffinerie in der Ortschaft Dollbergen in Niedersachsen. Nicht zu verwechseln ist sie mit der in der unmittelbaren Nähe produzierenden Avista Oil, vorher Mineralöl-Raffinerie Dollbergen, die auf die Aufbereitung von Altöl spezialisiert ist.

## Geschichte
Die Raffinerie entstand aus einer von Georg Greiser am 27. Mai 1918 übernommenen Erythropel Benzol- und Ammoniakfabrik, die an diesem Standort tätig war. Zunächst nannte sich die entstandene Firma Greiserwerke später dann Erdölwerke Dollbergen GmbH. 1925 wurde die Firma an die Hugo Stinnes-Riebeck Montan- und Oelwerke AG verkauft. Diese trat die Raffinerie 1926 an die Gasolin ab. In der Raffinerie wurde hauptsächlich Erdöl aus der Provinz Hannover verarbeitet.
Mit dem aus dem Verkauf der Raffinerie erzielten Erlös errichtete Georg Greiser eine neue Raffinerie in unmittelbarer Nähe zur Gasolin-Raffinerie. Dieses zweite Werk gilt als Vorläufer der heutigen Raffinerie Dollbergen, die Altöl verarbeitet.
Während des Zweiten Weltkriegs wurden am 5. August 1944 gegen 13 Uhr das Gasolinwerk und der Bahnhof Dollbergen von den United States Army Air Forces bombardiert. Bei dem Luftangriff wurden 12 Menschen getötet, darunter sechs Beschäftigte der Gasolinwerke sowie mehrere Zwangsarbeiter. Das Werk wurde fast vollständig zerstört und brannte aus.
Mit Hilfen aus dem Marshallplan wurde das Werk nach dem Krieg wieder aufgebaut. Im Jahr 1954 zählte der Betrieb 499 Mitarbeiter. Mit der Übernahme der Gasolin-Nitag AG durch die Aral wurde 1955 die Destillation von Rohöl eingestellt. Es blieb nur der Vertrieb von Industriespezialölen am Standort erhalten. Dieser wurde 1969 eingestellt und das restliche Werk stillgelegt. Das Tanklager wurde bis 1976 weiter betrieben, 1978 erfolgte der Abriss eines Großteiles der Anlagen und Gebäude. Teilweise wurde das Gelände saniert.

## Neunutzung des Geländes
Das Gelände der ehemaligen Raffinerie ist durch den Verkauf der Aral an die BP gefallen. Seit 2009 ist durch eine Änderung des Flächennutzungsplanes eine Bebauung und Sanierung des Geländes vorgesehen. Nach der Beseitigung von Altlasten sollen ein neues Gewerbegebiet und Flächen für den Bahnhof entstehen.
Gegen eine Bebauung der Brachfläche sprachen sich neben Bündnis 90/Die Grünen auch diverse Umweltorganisationen aus. Aus der Sicht der Gegner würde eine Bebauung der Industriebrachfläche seltene Arten verdrängen. Nur mit einer Bebauung einer Freiland-Photovoltaikanlage könne man sich anfreunden.